# История авторского права в России
Авторское право в России изначально развивалось так же, как и в странах Западной Европы. Первое положение об авторском праве в Российской империи датировалось 1828 годом, а в 1857 году был установлен общий период действия авторских прав сроком в 50 лет. Закон об авторском праве 1911 году был вдохновлён западными законами. Одним важным исключением закона об авторском праве Российской империи была свобода перевода — любая работа могла быть свободно переведена на другой язык.
Авторское право в СССР было изменено для соответствия социалистическим идеологии и экономике. Период действия авторских прав был снижен: сначала[когда?] до 25 лет с момента первой публикации работы и затем, в 1928 году, до 15 лет после смерти автора. В 1973 году, когда СССР присоединился к Всемирной конвенции об авторском праве, период действия был повышен до 25 лет после смерти автора. Последние изменения советского законодательства в сфере авторского права были приняты в 1991 году, но они так и не вступили в действие в СССР.
После распада Советского Союза Российская Федерация унаследовала советское авторское право. В 1993 году был разработан новый обновлённый закон об авторском праве, который больше соответствовал ведущим международным соглашениям. При разработке нового Гражданского кодекса закон об авторском праве был полностью переписан и включён в его состав в 2006 году; новые положения вступили в силу 1 января 2008 года.
На международном уровне до конца 1960-х годов СССР проводил изоляционистскую политику. Хотя при Российской империи с западными странами было заключено несколько кратковременных двухсторонних соглашений об авторском праве, СССР не имел внешних отношений в сфере авторского права до 1967 года, когда было принято первое двухстороннее соглашение с Венгрией. Важные изменения произошли в 1973 году, когда СССР присоединился к Всемирной конвенции об авторском праве. Впоследствии им был заключён ряд двухсторонних соглашений, в том числе с двумя западными странами, Австрией и Швецией. Россия, государство-правопреемник СССР, присоединилась к Бернской конвенции в 1995 году. Переговоры о присоединении России к Всемирной торговой организации (ВТО) привели к ряду поправок в российское законодательство об авторском праве, приводивших его в соответствие с критериями для присоединения.

## Международные обязательства
Российская империя и СССР имели историю практически полной изоляции в вопросах, касавшихся международных обязательств в сфере авторского права. В царские времена было заключено всего несколько договоров в сфере авторского права с другими странами; эти договоры, кроме того, были слабыми и кратковременными. Под давлением Запада Россия собиралась присоединиться к Бернской конвенции в начале XX века, но, согласно Стояновичу, это не было реализовано из-за начала Первой мировой войны. Все договоры царских времён истекли к концу войны.